# Dichteparameter
Die Dichteparameter (Formelzeichen {\displaystyle \Omega _{(+{\text{Index}})}}) geben in der Kosmologie die Verteilung der Gesamtdichte des Universums auf verschiedene Materie- und Energieformen an. Sie bestimmen die Geometrie und die Entwicklung des Universums, insbesondere den zeitlichen Verlauf seiner Expansion.

## Definition
Die tatsächliche mittlere Dichte {\displaystyle \rho } (Masse pro Volumen) wird durch die kritische Dichte {\displaystyle \rho _{\mathrm {crit} }} geteilt, so dass man eine Größe der Dimension Zahl
{\displaystyle \Omega _{\mathrm {tot} }={\frac {\rho }{\rho _{\mathrm {crit} }}}}.
erhält. Der Index {\displaystyle {}_{\mathrm {tot} }} für total kennzeichnet die Gesamtdichte, die sich aus der Dichte von Materie und Energie zusammensetzt.
Die kritische Dichte ist gerade die Dichte, bei der das Universum flach ist:
{\displaystyle \rho _{\mathrm {crit} }={\frac {3H_{0}^{2}}{8\pi G}}\simeq 8{,}533\cdot 10^{-27}\,{\frac {\mathrm {kg} }{\mathrm {m} ^{3}}}.}
Dabei ist
- {\displaystyle H_{0}} der aktuelle Hubble-Parameter und
- {\displaystyle G} die Gravitationskonstante.

Die Dichteparameter verändern sich mit der Zeit. Wenn nichts anderes erwähnt ist, werden im Normalfall die Werte der Dichteparameter zum jetzigen Zeitpunkt angegeben.

## Einfluss auf die Geometrie des Universums

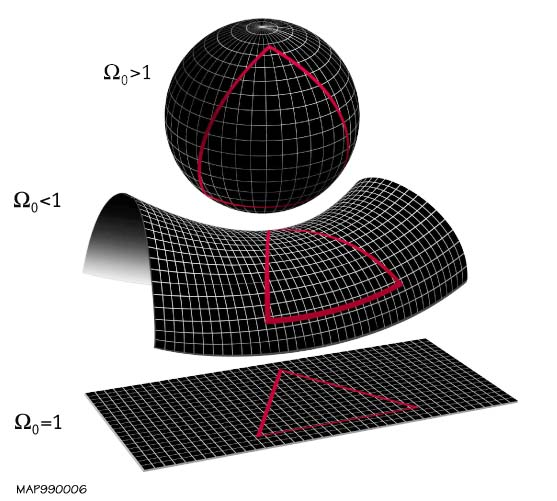
mögliche Geometrien des Universums in Abhängigkeit von der gesamten Materie- und Energiedichte, hier als bezeichnet

Die räumliche Geometrie des Universums wird durch die gesamte Materie- und Energiedichte {\displaystyle \Omega _{\mathrm {tot} }} bestimmt:
| Gesamtdichte                               | Geometrie    |
| ------------------------------------------ | ------------ |
| {\displaystyle \Omega _{\mathrm {tot} }>1} | sphärisch    |
| {\displaystyle \Omega _{\mathrm {tot} }=1} | flach        |
| {\displaystyle \Omega _{\mathrm {tot} }<1} | hyperbolisch |

Die Dichteparameter können sehr genau durch die Beobachtung von Temperaturfluktuationen der kosmologischen Hintergrundstrahlung und andere astronomische Beobachtungen bestimmt werden. Die derzeitigen Messungen (insbesondere durch die WMAP- und Planck-Satelliten) ergeben im Rahmen des Standard-Modells der Kosmologie (isotropes und homogenes Universum, Dynamik beschrieben durch die Friedmann-Gleichungen) für die Gesamtdichte des Universums ein ähnliches Ergebnis wie das für den aktuellen Parametersatz Planck18:
{\displaystyle \Omega _{\mathrm {tot} }=0{,}999\pm 0{,}002} 
Die tatsächliche mittlere Dichte hat also einen Wert, der erstaunlich genau der kritischen Dichte entspricht, was teilweise als erklärungsbedürftig angesehen wird (Flachheitsproblem). Die räumliche Geometrie des Universums auf großen Längenskalen ist demnach bis auf Fehler im Promillebereich im Rahmen der Messgenauigkeit räumlich flach.
Alle im Weiteren erwähnten kosmologischen Parameter einschließlich der Dichteparameter beziehen sich auf ihren heutigen Wert, bezogen auf den Parametersatz Planck18. Der Hubble-Parameter heute ist dort mit {\displaystyle H_{0}=67{,}4\ \mathrm {km} \ \mathrm {s} ^{-1}\ \mathrm {Mpc} ^{-1}} und der Materie-Anteil heute an der Materie-/Energie-Dichte des Universums mit {\displaystyle \Omega _{\mathrm {M} }=0{,}315\pm 0{,}007} festgelegt worden. Alle zusätzlich erwähnten Parameter sind aus diesen Werten abgeleitet.
Die Gesamtdichte ergibt sich aus den Anteilen der folgenden Komponenten:
- Der bereits erwähnte Materieanteil lässt sich in zwei Bestandteile aufteilen.
  - Der überwiegende Anteil der Materie besteht aus Dunkler Materie {\displaystyle \left(\Omega _{\mathrm {c} }=0{,}2654\right)},
  - Gewöhnliche baryonische Materie trägt nur mit {\displaystyle \Omega _{\mathrm {b} }=0{,}0496} an der Gesamtdichte bei.[Bemerkung 1]
- Weiter erwähnenswert ist die elektromagnetische Strahlung

{\displaystyle \Omega _{\gamma }={\frac {\rho _{\gamma }}{\rho _{\text{crit}}}}\approx 0{,}5444\cdot 10^{-4}}
Dabei umschreibt unter Zuhilfenahme des Stefan-Boltzmann-Gesetzes
{\displaystyle \rho _{\gamma }={\frac {8\pi ^{5}k_{\mathrm {B} }^{4}T^{4}}{15c^{5}h^{3}}}\approx 4{,}645\cdot 10^{-31}\,\mathrm {kg/m^{3}} }
die Strahlungsdichte der Mikrowellenhintergrundstrahlung (Photonendichte) mit
- der Boltzmann-Konstante {\displaystyle k_{\mathrm {B} }}
- der Temperatur {\displaystyle T=2{,}7255\,\mathrm {K} } der Hintergrundstrahlung
- der Lichtgeschwindigkeit {\displaystyle c}
- der Planck-Konstante {\displaystyle h}.

- Zusätzlich muss noch die Neutrinodichte {\displaystyle \rho _{\nu }} (siehe auch Kosmischer Neutrinohintergrund) Berücksichtigung finden. Mit der effektiven Zahl von Neutrinofamilien {\displaystyle N_{\mathrm {eff} }=3{,}064}[3] beträgt diese

{\displaystyle \rho _{\nu }=N_{\mathrm {eff} }\,{\frac {7}{8}}\,\left({\frac {4}{11}}\right)^{\frac {4}{3}}\rho _{\gamma }\approx 0{,}6918\ \rho _{\gamma }\quad \approx 3{,}213\cdot 10^{-31}\,\mathrm {kg/m^{3}} }
- Der Gesamtanteil der Strahlungsdichte (Photonen- und Neutrinodichte) an der Materie- und Energiedichte beträgt also

{\displaystyle \Omega _{\mathrm {R} }={\frac {\rho _{\gamma }+\rho _{\nu }}{\rho _{\mathrm {crit} }}}\approx {\frac {1{,}6918\ \rho _{\gamma }}{\rho _{\mathrm {crit} }}}\approx 0{,}92096\cdot 10^{-4}}
Der Umstand, dass die heutigen Anteile als klein erscheinen, darf nicht dazu führen, diese Größen in geringerer Genauigkeit darzustellen. Berechnungen über die Anfangsphase (Strahlungsära) des Universums erfolgen fast ausschließlich über diese Größen.
- Die Materie-/Energiedichte der Dunklen Energie des Universums mit negativem Druck (siehe auch Kosmologische Konstante) beträgt zeitunabhängig konstant

{\displaystyle \rho _{\Lambda }=5{,}844\cdot 10^{-27}\,\mathrm {kg/m^{3}} }
Heute macht die Dichte der Dunklen Energie mit
{\displaystyle \Omega _{\Lambda }=0{,}6849}
den größten Anteil an der Materie-/Energiedichte des Universums aus.
- Ergänzend führt man einen entsprechenden Parameter für die Krümmung ein:

{\displaystyle \Omega _{\mathrm {K} }=1-\Omega _{\mathrm {tot} }}
Der oben erwähnte Wert für {\displaystyle \Omega _{\mathrm {tot} }} ist also mit dem Wert {\displaystyle \Omega _{\mathrm {K} }=0{,}001\pm 0{,}002} verträglich.
Im räumlich flachen Universum gilt {\displaystyle \Omega _{\mathrm {R} }+\Omega _{\mathrm {M} }+\Omega _{\mathrm {\Lambda } }=1} und {\displaystyle \rho _{\mathrm {R} }+\rho _{\mathrm {M} }+\rho _{\mathrm {\Lambda } }=\rho _{\text{crit}}}.

## Dichteparameter im Zeitablauf
In den obigen Abschnitten haben wir für alle mit dem Buchstaben {\displaystyle \rho } bezeichneten Materie- und Energiedichten und die mit dem Buchstaben {\displaystyle \Omega } bezeichneten anteilsmäßigen Dichten die heutigen Werte verwendet. Für jeden festen Index {\displaystyle i} gilt im flachen Universum die Beziehung 
{\displaystyle \rho _{\mathrm {i} }=\Omega _{\mathrm {i} }\cdot {\rho _{\mathrm {crit} }}}, wobei {\displaystyle i} einen der Indizes {\displaystyle R,\gamma ,\nu ,M,b,c\ \mathrm {oder} \ \Lambda } darstellt.
Wollen wir im räumlich flachen Universum den Verlauf von Dichten im Zeitablauf verfolgen, so hängen wir in der Nomenklatur an das Symbol für den jeweiligen Dichteparameter den Zeitindex {\displaystyle t} und für den heutigen Zeitpunkt eine {\displaystyle 0} (NULL) an, also {\displaystyle \rho _{\mathrm {i,t} }} bzw. {\displaystyle \Omega _{\mathrm {i,t} }} sowie {\displaystyle \rho _{\mathrm {i,0} }} bzw. {\displaystyle \Omega _{\mathrm {i,0} }}. Auch die kritische Dichte wird zeitabhängig in der Form {\displaystyle \rho _{\mathrm {crit,t} }} bzw. {\displaystyle \rho _{\mathrm {crit,0} }} geschrieben, definitionsmäßig ist wieder {\displaystyle \Omega _{\mathrm {i,t} }={\frac {\rho _{\mathrm {i,t} }}{\rho _{\mathrm {crit,t} }}}}. Der Zeitparameter {\displaystyle t} wird üblicherweise in Mrd. Jahren nach dem Urknall gemessen.
Formeln für den zeitlichen Ablauf werden über den von {\displaystyle t} abhängigen Skalenfaktor {\displaystyle a(t)} hergeleitet, wobei für den heutigen Wert {\displaystyle t_{0}} die Vereinbarung {\displaystyle a(t_{0})=1} gilt. Der Artikel über den Skalenfaktor liefert weitere Informationen.
Mit der Expansionsfunktion         {\displaystyle E(\alpha )=(\Omega _{R}\cdot \alpha ^{-4}+\Omega _{M}\cdot \alpha ^{-3}+\Omega _{\Lambda })^{1/2}}         gilt
{\displaystyle \rho _{\mathrm {crit,t} }={\frac {3H_{0}^{2}}{8\pi G}}\cdot E(a(t))^{2}=\rho _{\mathrm {crit,0} }\cdot E(a(t))^{2}}
und weiter
{\displaystyle \rho _{i,t}=\rho _{i,0}\cdot a(t)^{-4}}          für {\displaystyle i=R,\gamma ,\nu }
{\displaystyle \rho _{j,t}=\rho _{j,0}\cdot a(t)^{-3}}         für {\displaystyle j=M,b,c}.
Der Parameter für die Dunkle Energie bleibt im Zeitablauf konstant, für alle {\displaystyle t} gilt also
{\displaystyle \rho _{\mathrm {\Lambda ,t} }=\rho _{\mathrm {\Lambda ,0} }}.
Ganz offensichtlich gilt im räumlich flachen Universum für jedes {\displaystyle t} wieder 
{\displaystyle \rho _{\mathrm {R,t} }+\rho _{\mathrm {M,t} }+\rho _{\mathrm {\Lambda ,t} }=\rho _{{\text{crit}},t}}          und daraus folgend
{\displaystyle \Omega _{\mathrm {R,t} }+\Omega _{\mathrm {M,t} }+\Omega _{\mathrm {\Lambda ,t} }=1}.
Anstelle der jeweiligen zusammengefassten Materie- und Energiedichten {\displaystyle R} und {\displaystyle M} könnte man in den Formeln (auch anteilsmäßig) jeweils die Summe der beiden Einzeldichten {\displaystyle \gamma } und {\displaystyle \nu } bzw. {\displaystyle b} und {\displaystyle c} aufführen. Während {\displaystyle \rho _{\mathrm {\Lambda ,t} }} konstant ist, ist {\displaystyle \Omega _{\mathrm {\Lambda ,t} }} variabel (mit wachsendem {\displaystyle t} streng monoton steigend).

## Anteilsmäßige Dichteparameter in der Geschichte des Universums (ΛCDM-Modell)

Anteilsmäßige Dichteparameter in der Geschichte des Universums

Die historischen Anteile an der Gesamtdichte des Universums im räumlich flachen ΛCDM-Modell (also {\displaystyle \Omega _{\mathrm {k} }=0}) für den Parametersatz Planck18 lassen sich der Zeichnung „Anteilsmäßige Dichteparameter in der Geschichte des Universums“ entnehmen. Gemäß Planck18 fand die exakte Strahlungs-Materie-Äquivalenz {\displaystyle t_{SM}=0{,}50\cdot 10^{-4}} Mrd. Jahre {\displaystyle (\log _{10}t_{SM}=-4{,}30)}, die Materie-Dunkle-Energie-Äquivalenz {\displaystyle t_{MD}=10{,}29} Mrd. Jahre {\displaystyle (\log _{10}t_{MD}=1{,}01)} nach dem Urknall statt.
| Farbe   | Zeit nach dem Urknall, Klassifikation der Linie                                                                                     |
| ------- | --- |
| orange  | 13,79 Mrd. Jahre, heute |
| violett | 7,69 Mrd. Jahre, Abbremsparameter {\displaystyle q=0}, Übergang von verlangsamter zu beschleunigter Expansion                       |
| grün    | 4,05 Mrd. Jahre, Schnittpunkt zwischen Hubblesphäre und Lichtkegel mit heutigem Scheitelpunkt                                       |
| rot     | 1,44 Mrd. Jahre, Galaxie SPT0418-47, heute wahrnehmbare Rotverschiebung z=4,2248, als Beispiel für eine Galaxie im frühen Universum |
| cyan    | 371127 Jahre, Emission der kosmischen Mikrowellen-Hintergrundstrahlung                                                              |

## Bemerkungen
1. ↑  {\displaystyle \Omega _{\mathrm {b} }} und {\displaystyle \Omega _{\mathrm {c} }} wurden aus Größen vom Typ {\displaystyle \Omega _{\mathrm {b} }}(Little h)2 und {\displaystyle \Omega _{\mathrm {c} }}(Little h)2 abgeleitet.
2. ↑  Ein positives {\displaystyle \Omega _{\mathrm {K} }} korrespondiert also mit hyperbolischer und ein negatives mit sphärischer Geometrie.